# Вигхерд
Ви́гхерд (англ. Wighard или англ. Wigheard, лат. Wighardus; умер между 664 и 667) — архиепископ Кентерберийский. Все данные о его жизни известны из жизнеописаний бенедиктинского монаха Беды, но несоответствия между различными работами привели к путанице о точных обстоятельствах возведения Вигхерда в сан архиепископа. Остаётся неизвестным, был ли его сан когда-либо подтверждён папой Виталием. Известно, что Вигхерд скончался в Риме, куда отправился к папе за подтверждением своего сана. Смерть архиепископа Кентербери в Риме позволила папе Виталию выбрать следующего архиепископа из числа духовенства в Риме.

## Биография
Вигхерд был саксом родом из Кента. Некоторое время он служил при архиепископе Деусдедите Кентерберийском, а также был священником в Кентербери. В жизнеописании Вигхерда VII века монах Беда утверждает, что Вигхерд был выбран на пост архиепископа Кентерберийского и отправился в Рим к папе Виталию для подтверждения сана и паллием, символом сана архиепископа. Как именно он стал архиепископом Кентерберийским и когда это произошло, неизвестно, так как монах Беда описывает две версии. В первой из них, описанной в работе Historia Abbatum, Беда пишет, что Вигхерд был выбран королём Эгбертом I. Спустя пятнадцать лет после завершения Historia Abbatum в другой работе, известной как Церковная история народа англов (англ. Historia ecclesiastica gentis Anglorum), Беда пишет, что Вигхерд был выбран королём Нортумбии Освиу с согласия Эгберта I, духовенства и народа. Некоторые современные историки считают, что именно вторая запись Беды правильна, другие уверены, что Вигхерда выбрал именно Эгберт I.
Поддерживающие версию выбора Вигхерда только Эгбертом I считают, что Беда неправильно истолковал письмо от папы Виталия королю Освиу и решил, что это подтверждает участие Освиу в выборе Вигхерда на пост архиепископа. Противники этой версии, как например историк Николас Брукс, отмечают, что даже несмотря на неправильное толкование письма от папы король Нортумбии Ослоу имел причины участвовать в выборе архиепископа Кентерберийского. Одной из причин могло стать изгнание из Нортумбрии епископа Вильфрида Йоркского, который в это время находился в Мерсии и не мог стать новым архиепископом. Историк Кирби считает, что участие Освиу в выборе Вигхерда может быть расценено как попытка восстановления англосаксонской церкви и, возможно, как попытка утвердить епархию Йорка в ранге архиепископства.
Одной из причин путешествия Вигхерда в Рим историк Брукс считает желание Вигхерда получить паллий от папы. Путешествие Вигхерда в Рим могло обеспечить подтверждение папой его избрания.
Беда, который является основным источником информации о Вигхерде, не называет точной даты его смерти. В своей книге «Церковная история народа англов» Беда пишет, что место архиепископа Кентерберийского оставалось до выбора Вигхерда вакантным, но в других работах он же пишет, что Вигхерд был назначен архиепископом вскоре после синода в Уитби, который, вероятно, состоялся в 664 году. Доподлинно известно, что Вигхерд был выбран архиепископом и умер в Риме. Дата его смерти так же не установлена. Некоторые источники указывают 664 год, другие конец 667 года. Предполагается, что Вигхерд умер от бубонной чумы или другого эпидемического заболевания. Также остаётся неизвестным, был ли Вигхерд рукоположен папой Виталием в сан архиепископа Кентерберийского. В Oxford Dictionary of National Biography написано, что Вигхерд умер до получения сана от папы, но историк Питер Блэр утверждает, что Вигхерд был рукоположен в сан. По его мнению, Вигхерд умер, когда уже собирался отправиться домой в Кентербери, что подтверждает получение сана от папы.
После смерти Вигхерда папа Виталий написал письмо королю Освиу, которое сохранилось в работе Беды «Церковная история народа англов». В письме Освиу папа пишет, что пока никого не выбрал на пост архиепископа и просит прощения за задержку. Это письмо подтверждает, что среди сопровождавших Вигхерда в Рим был и посланник Освиу. Смерть Вигхерда в Риме позволила папе выбрать преемника из близких ему людей, и Виталий назначил архиепископом Кентерберийским своего друга Феодора из Тарсуса.

## Наследие
Вигхерд стал первым архиепископом Кентерберийским, который после своей смерти не был возведён в ранг святого.